# Thượng tá Công an nhân dân Việt Nam
Thượng tá Công an nhân dân Việt Nam là quân hàm sĩ quan cao cấp đầu tiên trong lực lượng Công an nhân dân Việt Nam với cấp hiệu 3 sao, 2 vạch.
Đây là cấp hàm sĩ quan trên cấp Trung tá (2 sao cấp tá), dưới cấp Đại tá (4 sao cấp tá). Theo Luật Công an nhân dân năm 2014, Thượng tá là cấp bậc cao nhất đối với sĩ quan công an chuyên môn kỹ thuật. Việc phong, thăng, giáng, tước quân hàm đối với cấp bậc Thượng tá do Bộ trưởng Bộ Công an Việt Nam quy định.

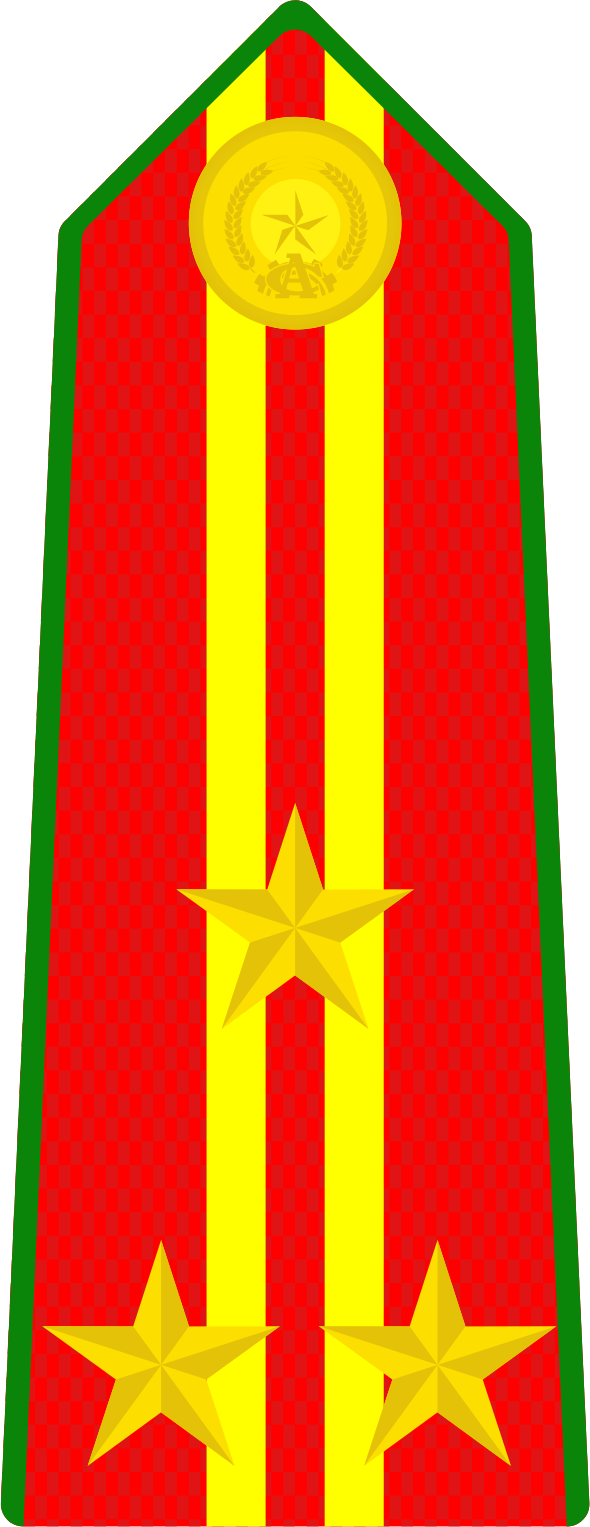
Cầu vai Thượng tá sĩ quan nghiệp vụ
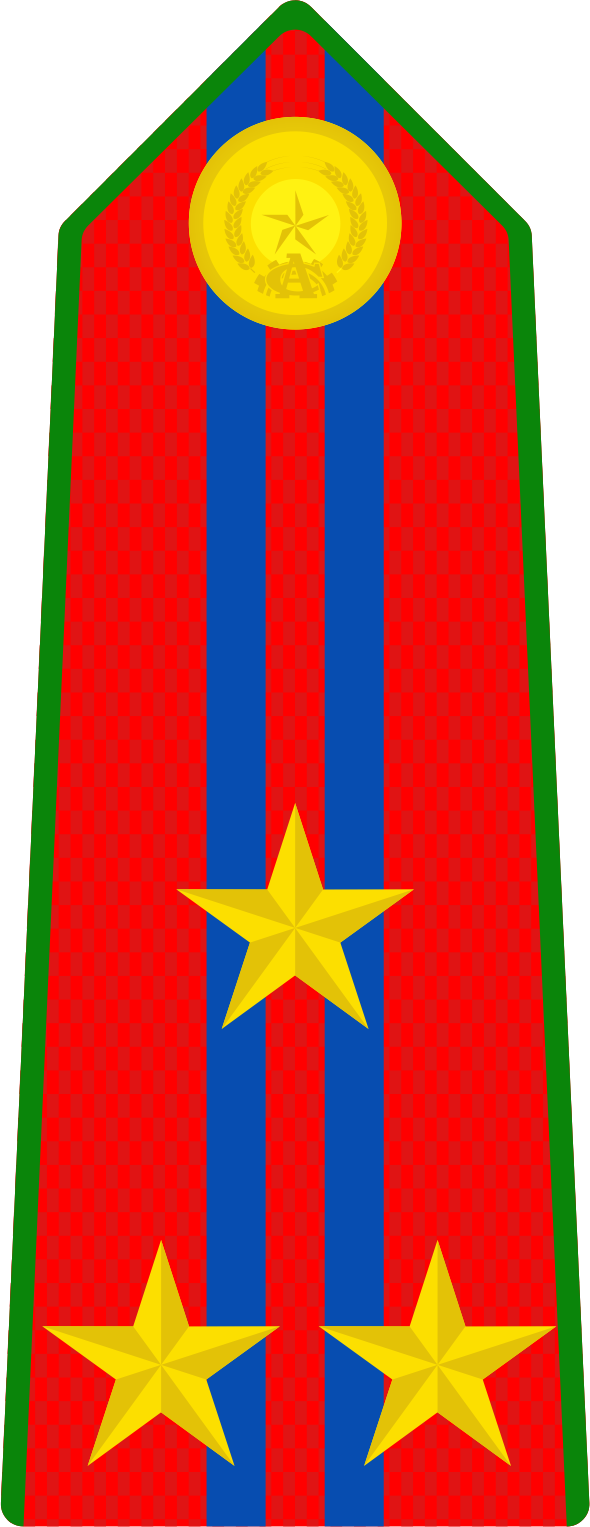
Cầu vai Thượng tá sĩ quan chuyên môn kĩ thuật

## Lịch sử
Cấp bậc Thượng tá Công an nhân dân Việt Nam lần đầu tiên được quy định bởi Nghị định 331/TTG ngày 1 tháng 9 năm 1959, quy định hệ thống cấp bậc Công an nhân dân vũ trang.
Ba năm sau, Pháp lệnh 34/LCT ngày 20 tháng 7 năm 1962 quy định thêm hệ thống cấp bậc Cảnh sát nhân dân.
Đến năm 1987, Pháp lệnh về lực lượng An ninh nhân dân Việt Nam ngày 2 tháng 11 năm 1987, quy định hệ thống cấp bậc  An ninh nhân dân không có bậc Thượng tá. Lúc này, cấp hiệu sĩ quan 3 sao cấp tá được gọi là Đại tá.
Năm 1989, Pháp lệnh về lực lượng Cảnh sát nhân dân Việt Nam ngày 28 tháng 1 năm 1989 quy định lại hệ thống cấp bậc Cảnh sát nhân dân tương tự như hệ thống cấp bậc  An ninh nhân dân (tức là cũng không có bậc Thượng tá).
Năm 1992, 2 Pháp lệnh sửa đổi lại, khôi phục cấp bậc Thượng tá đối với hệ thống cấp bậc của An ninh nhân dân và Cảnh sát nhân dân.
Từ năm 1998, 2 ngạch An ninh nhân dân và Cảnh sát nhân dân sử dụng thống nhất một hệ thống cấp hiệu như ngày nay. Cấp hiệu Thượng tá Công an nhân dân Việt Nam có 3 sao vàng, 2 vạch (màu vàng hoặc màu xanh sẫm tùy vào ngạch sĩ quan phục vụ) chạy dọc trên nền cấp hiệu.

## Chức vụ được phong quân hàm Thượng tá
- Bài chi tiết: Chức vụ Công an nhân dân Việt Nam

Trong Công an nhân dân Việt Nam, Thượng tá thường đảm nhiệm các chức vụ Trung đoàn trưởng; Trưởng phòng; Trưởng Công an thành phố, quận, huyện, thị xã thuộc tỉnh; Trưởng Công an thành phố thuộc thành phố trực thuộc Trung ương. Hiện nay có một số trường hợp đặc biệt cán bộ không giữ chức vụ lãnh đạo chỉ huy cũng có thể mang cấp hàm Thượng tá.

## Các Thượng tá Công an nhân dân Việt Nam nổi bật
- Dương Minh Ngọc - Anh hùng Lực lượng vũ trang nhân dân, được mệnh danh là "Phượng hoàng trên đường phố" nhờ chiến tích săn bắt cướp huyền thoại
- Hứa Văn Tấn - Anh hùng Lực lượng vũ trang nhân dân
- Phan Văn Anh Vũ - Là một doanh nhân Việt Nam, được xem là trùm bất động sản ở Đà Nẵng
- Nguyễn Mạnh Tường, vận động viên bắn súng